# 대한민국 형사소송법 제343조
대한민국 형사소송법 제415조는 재항고에 대한 형사소송법의 조문이다.

## 조문
제343조(상소 제기기간) ① 상소의 제기는 그 기간 내에 서면으로 한다.
②상소의 제기기간은 재판을 선고 또는 고지한 날로부터 진행된다.

## 참고 문헌
- 손동권 신이철, 새로운 형사소송법(초판, 2013), 세창, 2013. ISBN 9788984114081